# Elaphria acaste
Elaphria acaste là một loài bướm đêm trong họ Noctuidae.